# Чатемський стандартний часовий пояс
43°53′54″ пд. ш. 176°31′44″ зх. д. / 43.89833° пд. ш. 176.52889° зх. д.
Чатемський снандартний часовий пояс (англ. Chatham Standard Time Zone) — це часовий пояс, що на 12 годин 45 хвилин випереджає всесвітній координований час (UTC), тобто UTC+12:45. Він використовується виключно на островах Чатем у Новій Зеландії. Це один із трьох часових поясів із 45-хвилинним зміщенням від UTC, іншими є стандартний час Непалу (UTC+05:45) та неофіційний австралійський центрально-західний час (UTC+08:45).
Влітку годинники переводять на годину вперед. Літній час у Чатемі (CHADT) на 13 годин 45 хвилин випереджає UTC, зокрема, на 45 хвилин випереджає новозеландський літній час (NZDT). Перехід на літній час починається з останньої неділі вересня о 2:45 до першої неділі квітня о 3:45.